# Crépuscule d'acier
Crépuscule d'acier (titre original : Singularity Sky) est un roman de Charles Stross publié en 2003. Cet ouvrage a été nommé pour le prix Hugo du meilleur roman 2004.
Une suite intitulée Aube d'acier est parue en 2004.

## Résumé
Il y a des siècles, une mystérieuse puissance nommée l'Eschaton a dispersé l'humanité sur des centaines d'années-lumière de rayon. Échoués sur des mondes inconnus, les exilés ont bâti des civilisations que la Terre recontacte à peine. L'une d'elles est la Nouvelle République, en réalité une monarchie répressive issue de conservateurs européens.
La planète Rochard est le plus arriéré de ses mondes, une froide terre d'exil. C'est là qu'une entité inconnue appelée Festival se met en orbite et s'attelle, d'une part, à prélever sa substance dans le système ; d'autre part, à intégrer la culture locale, afin de "se divertir". En échange, le Festival offre aux habitants de réaliser leurs rêves les plus fous... absolument tous, car le Festival est bien au-delà de la singularité technologique.
En quelques heures, la situation échappe à tout contrôle. Pendant ce temps, la Nouvelle République prépare sa flotte à opérer plusieurs sauts temporels pour surprendre le Festival. C'est chose risquée : l'Eschaton surveille étroitement la causalité, et deux agents terriens, Rachel Mansour et Martin Springfield, accompagnent la flotte, chacun ignorant l'objectif de l'autre.
L'expédition aboutit au désastre annoncé, projetant Rachel, Martin et quelques survivants sur un monde déliquescent et qu'ils vont aider à se redresser.

## Éditions
- Singularity Sky, 5 août 2003, Ace Books, 313 p.,  (ISBN 0-441-01072-5)
- Crépuscule d'acier, 26 janvier 2006, Mnémos, coll. « Icares SF », 420 p., trad. Xavier Spinat  (ISBN 978-2-915159-55-4)
- Crépuscule d'acier, 10 septembre 2008, Le Livre de poche, coll. « Science-fiction » no 27070, 544 p., trad. Xavier Spinat  (ISBN 978-2-253-12217-3)